# Reinhard Fries
Reinhard Fries (* 12. Februar 1950) ist ein deutscher Veterinärmediziner.
Ab 1968 studierte er an der Tierärztlichen Hochschule Hannover. 1975 wurde er dort zum Dr. med. vet. promoviert. Anschließend ging er vorübergehend in den Schuldienst als Lehrer für Biologie und Chemie; ab 1978 war Fries wissenschaftlicher Mitarbeiter und später akademischer Rat am Institut für Lebensmittelkunde, Fleischhygiene und -technologie der Tierärztlichen Hochschule Hannover.
1989 habilitierte er sich in Hannover; 1993 wurde er als Ordentlicher Professor ans Institut für Anatomie, Physiologie und Hygiene der Universität Bonn berufen.
1999 folgte er dem Ruf auf die Professur für Fleischhygiene an der FU Berlin.